# Semorina megachelyne
Semorina megachelyne är en spindelart som beskrevs av Jocelyn Crane 1949. 
Semorina megachelyne ingår i släktet Semorina och familjen hoppspindlar. Inga underarter finns listade i Catalogue of Life.